# 築地魚河岸三代目
『築地魚河岸三代目』（つきじうおがしさんだいめ）は、『ビッグコミック』（小学館）で2000年10号（5月25日号）から2013年22号（11月25日号）まで連載された漫画。作画ははしもとみつお。原作は大石けんいち（第1巻）、鍋島雅治（第2巻 - 第21巻、以後は原案の表示）、九和かずと（第21巻 - 第42巻）。2007年12月時点で累計部数は280万部を突破している。
築地の魚市場（築地市場）を舞台とし、魚介の食材を題材としたグルメ漫画である。
2008年に松竹系公開で映画化された。

## 概要
ストーリーは各回2・3話程度の長さで、毎回魚介の食材を1つテーマとして採り上げて、そこに魚河岸らしい人情味のある人間模様をからめていく構成になっている。
単行本では、アドバイザーで元築地仲卸三代目の小川貢一とその妻の平野文（声優・エッセイスト）によるクッキング漫画が巻末についている。このクッキング漫画を元にした料理本「築地魚河岸三代目 小川貢一の魚河岸クッキング」（春・夏・秋・冬編）が電子書籍として、また「小川貢一の魚河岸クッキングレシピ」がムック（小学館）及び電子書籍としてそれぞれ発売されている。

## あらすじ
銀行の人事部員だった赤木旬太郎は、上司に命じられて行ったリストラ執行の責任を、自分なりに取って退職、妻の父の跡を継いで築地魚河岸の仲卸「魚辰」の三代目を務めることにした。右も左も分からない築地で持ち前の明るさ、食いしん坊、好奇心で築地・魚を通じて起こる様々な問題を解決していく。

## 登場人物
特徴として、本名ないし苗字や下の名前のどちらかが不明な人物が多いことが挙げられる。

### 「魚辰」の関連人物
赤木旬太郎（あかぎ しゅんたろう）
本作の主人公。元銀行員だったが、妻の父親の跡取りとして、まったく勝手のわからないまま、築地魚河岸の仲卸「魚辰」を三代目として継ぐことになった。周りからは基本的に「三代目」と呼ばれる。
基本的にお人好しな性格で、また一度やると決めたら意地でもやり遂げようとする頑固な一面も併せ持つ。一度スイッチが入ると止まらなくなる食いしん坊っぷりと、一度食べた味を忘れない天性の舌の記憶を持ち合わせており、破天荒な行動力で周りの人々を魅了していく。

戸川英二（とがわ えいじ）
元板前。割烹「天海」で料理・包丁の腕を磨いていたが、酔客とトラブルを起こして店を追い出され、「魚辰」で働く。河岸の仕事、料理の腕とも一流で魚辰の大黒柱。場外市場の小料理屋「ちあき」を営む千秋と結婚。
当初は素人である三代目を快く思っておらず、冷たい態度を取ることもあったが、徐々にそのすぐれた味覚と仕事に対する姿勢を認め、三代目をサポートすることに喜びを感じるようになる。
東京都のふぐ調理師の免許を持っている。
喫煙者であり、吸っている銘柄はセブンスター。

平井雅（ひらい まさ）
こてこての江戸っ子気質。向こう見ずで短気な性格から、何かといざこざも起こすが、威勢の良さと調子の良さで河岸のムードメーカー的存在。無類の競馬好き。大衆魚については英二も認める確かな仕事をし、英二の能力を尊敬している。ゴルフが上手いという意外な特技がある。25巻で店員仲間のエリと結婚。小学校の頃のあだ名は平井雅→ひらいまさ→ヒラマサで、ヒラマサと呼ばれ、小学校3年の頃「泳げそうな名前」と言われ、カナヅチなのに水泳大会に出たことがある。酒好きで、飲みすぎをエリに注意されることもある。
ちなみに英二と同じく喫煙者である。

木村拓也（きむら たくや）
御前崎の漁師の息子。勉強家で魚の知識が豊富であり、一生懸命な三代目をしっかりとサポートしアシストする。「脂ののった戻りガツオのように一人前になるまで故郷に帰ってくるな」という父の言葉を胸に、日々努力をしている。ちなみにカツオは好物で、マナガツオをライバル視している。目を開くと顔が怖い。

平井（旧姓：菊野）エリ（ひらい（きくの） えり）
魚辰のお帳場で働く女性店員。電卓で相手の頭を叩く突っ込みは魚辰の名物。好きな食べ物はフグや茂助のだんご、吉野家の牛丼など。25巻で雅と結婚。

青木ヶ原卓哉（あおきがはら たくや）
11巻「猫かぶりのカマス」より登場。元は塩干物の老舗「干青」の跡取りだったが店がつぶれ、魚辰に再就職する。拓也と区別するため若（わか）と呼ばれる。最初は要領ばかりが良くて魚辰の雰囲気から浮いていたが、その後はすっかりなじんだ。父親の干物に対する情熱と自分への想いを知り、いつか店を再興する決意をする。拓也とは親友になり、良いコンビに。鮮魚の店の冬の寒さが苦手。

三船春彦（みふね）
35巻「築地の七不思議」より登場。仲卸「三船」の長男で大学を卒業後に家業を継ごうとした。だが父親から「仲卸になるには十年早い。なりたかったら築地の七不思議を探してこい」と言われる。紆余曲折あって魚辰で丁稚奉公として働くことになった。

大旦那
三代目の義父。魚辰の二代目にあたる人である。その粋の良さから河岸のゴッドファーザー的存在。引退しても陰ながら魚辰と三代目を見守っている。現在は船で世界を回っている。

赤木明日香（あかぎ あすか）
三代目の妻。グラフィックデザイナー。料理は苦手。夫を慕い、支え合っているが、お酒を飲むと威勢がよくなる一面も。近年、跡取りになる男児を出産した。

### 築地市場の仲卸たち
「ふくマル商店」のおやじ
本名は不明、フグを取り扱っていることにこだわりがある。二代目だが早くに両親をなくし、息子の三代目には厳しくあたっているがそれには理由があった。心臓に病を抱えている。初期からの準レギュラーで賑やかしに時々出てくるがメインではほぼ出て来ない。

順一（じゅんいち）
塩干物の仲卸「京比良」の三代目。向かいの鮮魚の仲卸「紋太」とは仲が悪く、帳場の妙子とは両方の親父に内緒で交際しており、妙子はそのうち妊娠するようになる。そのことが親父たちの知るところになったが、三代目の提案で店を合併することにより和解となった。

大前田喜三郎（おおまえだ きさぶろう）
旧「紋太」の番頭で昔気質の人物。「京比良」と合併してから「京太」の従業員になったものの、順一は大前田の頑固な性格に悩まされ、一時解雇しようとした。

新宮秀一郎（しんぐう しゅういちろう）
築地のサラブレッドと呼ばれる。寿司ネタなどを扱う特種物仲卸「新宮」の三代目。日本の水産、魚の食文化、江戸前寿司、築地市場の運営などの問題に取り組む。クールで完璧主義な性分から物言いも厳しい。魚を扱う知識・技術ともに完璧で、全く非の打ち所がないように見えるエリートだが、飛行機が苦手なのが唯一の弱点。当初は素人の旬太郎が魚河岸にいるのを許せなかったが、やがてその行動力や姿勢を認め、さりげないヒントや助け舟を出すようになる。最終回では旬太郎の手を握り「あなたも一人前の仲卸人だ」と旬太郎を認める発言をした。原作者が変更となってから出番が減ったキャラの一人。

ハイエナ先生
本名は海江田（かいえだ）。元は日本橋に魚河岸があった頃から続く老舗の仲卸の三代目。店は潰れてしまったが、築地の生き字引として、酒を飲みつつも築地の衆にアドバイスをしてくれる。

竜宮寺乙女（りゅうぐうじ おとめ）
高級鮮魚仲卸「竜宮」の三代目の女性。腎臓を患っている親父の店を手伝う。「天海」の店主が「魚辰」に取引先を変えた事により、「魚辰」に嫌がらせを行った。その理由は魚辰が卑怯な手を使ったと思い込んだためだった。
高校生（初登場時）でかつプロポーションのいい体をしており気が強く、築地でもファンクラブが結成される程である

日野夫妻
天種屋「日野」の似たもの夫婦。マサとエリの喧嘩の仲裁をしたりしてくれたほのぼの夫婦。

### 築地場外の人たち
千秋（ちあき）
場外市場にある、魚辰スタッフ行きつけの小料理屋「ちあき」を営む。出て行った夫（医師）を待ち続けていたが、元夫が自分より仕事に未練を見せたため、思いを寄せる英二と一緒になる。

### 取引先
取手（とりで）
新橋に「とりで寿司」を構える、生粋の江戸前寿司職人。その腕は新宮三代目も高く評価するが、江戸前寿司の古い伝統に強くこだわる保守的な姿勢が一般客に受け入れられず、一度は経営難から店を閉めようとしていた。しかし、魚辰三代目の発案で、余った魚を無駄にせず再利用できる「ネギトロバラチラシ」のランチを始め、経営を立て直すことができた。それ以来、魚辰の得意先の一人として三代目と親しい間柄になる。普段は謙虚で穏やかな性格だが、こと寿司に関しては妥協を許さない厳しい姿勢を持っている。元は大学院で民俗学を学んでいたが、後に妻となる小百合との出逢いがきっかけで25歳の時に寿司職人に転職したという異色の経歴の持ち主でもある。当初の設定では15歳から寿司職人の世界に入ったことになっており、初登場時のセリフにもそう記載されていたが、後の漫画アプリなどでは修正されている。

取手小百合（とりで さゆり）
取手の妻で元は向島の芸者。艶やかで美人。芸者だった頃、単なる気紛れから当時民俗学を専攻する学生だった取手に説教をしたが、それがきっかけで取手は寿司職人を志す。そんな取手の実直さに惚れ込み、取手の実家の反対を押し切って結婚した。三代目のネギトロバラチラシの考案がきっかけで店が繁盛すると、彼女も店に出て手伝うようになる。娘がいる。

横山（よこやま）
中央区佃にあるスーパーマーケット「共新ストアー」の鮮魚担当。低価格にこだわり、いろんなミスや難題を持ちかけて魚辰を困らせる。それでも真摯に商売をする三代目に影響を受け、お客さんの気持ちを考えた商売を目指すようになる。9人の子どもがいる大家族の父親。関西出身で白身の魚や、ことにハモを非常に好む。

志村（しむら）
神田駅前に大衆食堂「しむら食堂」を経営する。三代目の初めてのお客さん。他界した妻の後を継ぐが、料理下手で客がいなくなり、店をたたむ決意をする。しかし三代目の熱意に打たれて、もう一度努力する決意をし、店を建て直した。今では魚辰のお得意様。

秋山篤次郎（あきやま）
フランス料理店「ポエジー・ディリジエ」のオーナーシェフ。かつては本場フランスの「ポエジー・ラタント」で修業をしており、日本人としては異例の副料理長まで登り詰めた経歴を持つが、日本に帰国して自分の店を開くことを決意し、「ラタント」の総料理長であったアラン・ドルバックから裏切り行為と見なされて破門を宣告された（ドルバックとは後に和解）。ちなみに妻のソフィーはドルバックの娘である。「魚辰」との出逢いがきっかけで、それまで気付かずにいた魚料理の魅力を再認識し、その後は「魚辰」のお得意様になっている。

### 三代目の関係者
部長
三代目が住富銀行にいた時の上司。非情なリストラ経営を進めていたが、後輩の山田から行員時代の三代目の親身なリストラケアを聞き、考え方を一新した。別れた妻（後に事故で亡くなる）との間に娘（さとみ）がいる。娘は「北洋水産」の山崎に引き取られた。北海道の鵡川出身で、魚河岸でシシャモを買い求めた。

山田（やまだ）
三代目の行員時代のちょっと頼りない後輩。九州の出身。困ったことがあると、忘れた頃に三代目を頼って魚河岸にやってくる。職場の住富銀行が合併し、住富四つ葉富士見道頓堀銀行となり、更に玄界灘雪国銀行との合併で新しく「あい銀行」となる際のネットバンクプロジェクトチームのチーフとなる。その後は更に営業部へ異動。

### その他
大将（たいしょう）
豚骨ラーメンの老舗「どがんでん」の店主。店が寂れていたところでアゴ出汁のヒントを得て、彼オリジナルのアゴ＋豚骨のダブルスープのラーメンを作ることに成功する。どんな状況でも同じ味のラーメンを作ることができるらしく、小太郎曰く「本物の天才」。

小太郎（こたろう）
ラーメン屋「小太郎」の店主。大将（彼は兄さんと呼んでいた）と「どがんでん」で修行していたが、才能の差を感じてサンマをベースとした魚介系醤油味に転向。憎まれ役を演じていたが、本当は大将と「どがんでん」を誰よりも愛して心配していた。

ミッキー江戸川（ミッキー えどがわ）
著名な辛口グルメ評論家。ガイドブックなどの執筆を手掛けたり、グルメ番組などにも出演する。シャーロック・ホームズのような格好をしている。三代目が越前ガニを食べたさに福井へ同行してから、三代目を助手扱いするようになった。

桜井みさき（さくらい みさき）
ミッキー江戸川のアシスタント。仏頂面でテレビ受けの悪いミッキーに付き添い、テレビ番組でおいしい感動を表情で伝えられる。当初は魚の肌や見てくれを気味悪がって直接触れることをためらっていたが、拓也の指導の下で克服する。ミッキーとは仕事を越えた関係にある。

「天海」の主人
割烹料理屋「天海」の主人兼板前。英二が以前天海で働いていたときに魚河岸に出した本人。英二を包丁人として戻したがっていて画策する野心家。年老いて来ているもののその腕は確かで、英二と張り合うところも見せる。

仙波（せんば）
大阪の卸売市場「本場」で仲卸をやっているガタイのデカい男。大阪で売りになる魚介がないかと上京し築地にやってきた。三代目と意気投合し、ウメイロを使おうと三代目とともに大阪に戻る。もともとは本場で5年間警備員をやっていたが、仲卸「波倉」で働くようになり、復興を目指して奔走する。

## 書誌情報
- 大石けんいち（原作、第1巻） / 鍋島雅治（原作、第2巻から第21巻まで、以後は原案の表示）、九和かずと（原作、第21巻から第42巻まで） / はしもとみつお（作画） 『築地魚河岸三代目』 小学館〈ビッグコミックス〉、全42巻
  1. 「築地へようこそ！」2000年11月30日発売[2]、ISBN 4-09-184356-5
  2. 「ふくれっ面のフグ」2001年1月30日発売[3]、ISBN 4-09-184357-3
  3. 「江戸前の心」2001年9月29日発売[4]、ISBN 4-09-184358-1
  4. 「幸せな中食」2002年1月30日発売[5]、ISBN 4-09-184359-X
  5. 「シシャモと呼ばれた魚」2002年5月30日発売[6]、ISBN 4-09-184360-3
  6. 「カキ喰えば…」2002年11月30日発売[7]、ISBN 4-09-186611-5
  7. 「尺アユの涙」2003年2月28日発売[8]、ISBN 4-09-186612-3
  8. 「アマダイの腕」2003年5月30日発売[9]、ISBN 4-09-186613-1
  9. 「旬の一品」2003年8月30日発売[10]、ISBN 4-09-186614-X
  10. 「希望のウナギ」2003年12月25日発売[11]、ISBN 4-09-186615-8
  11. 「手塩にかけた干物」2004年5月28日発売[12]、ISBN 4-09-186616-6
  12. 「サワラぬ神に…」2004年10月29日発売[13]、ISBN 4-09-186617-4
  13. 「築地のおでん」2005年1月28日発売[14]、ISBN 4-09-186618-2
  14. 「ごちそうのケガニ」2005年4月26日発売[15]、ISBN 4-09-186619-0
  15. 「幻の養殖カレイ」2005年8月30日発売[16]、ISBN 4-09-186620-4
  16. 「溶けないウニ」2005年12月26日発売[17]、ISBN 4-09-180029-7
  17. 「ブランドのイカ」2006年1月30日発売[18]、ISBN 4-09-180155-2
  18. 「アラと…アラ？」2006年5月30日発売[19]、ISBN 4-09-180387-3
  19. 「負け犬のマス？」2006年9月29日発売[20]、ISBN 4-09-180729-1
  20. 「山のトラフグ」2007年1月30日発売[21]、ISBN 978-4-09-181065-6
  21. 「ノルウェーのアプローチ」2008年3月28日発売[22]、ISBN 978-4-09-181220-9
  22. 「海を守るロゴマーク」2008年4月26日発売[23]、ISBN 978-4-09-181829-4
  23. 「能登はやさしや」2008年5月30日発売[24]、ISBN 978-4-09-181830-0
  24. 「勇気のイトヨリ」2008年6月30日発売[25]、ISBN 978-4-09-181845-4
  25. 「ブリの誓い」2008年9月30日発売[26]、ISBN 978-4-09-182156-0
  26. 「巣立ちのガザミ」2009年2月27日発売[27]、ISBN 978-4-09-182376-2
  27. 「コチの空似」2009年6月30日発売[28]、ISBN 978-4-09-182540-7
  28. 「素晴らしき父子鯛」2009年10月30日発売[29]、ISBN 978-4-09-182759-3
  29. 「そこにしか咲かないカニ」2010年2月27日発売[30]、ISBN 978-4-09-183060-9
  30. 「クロムツの教え」2010年5月28日発売[31]、ISBN 978-4-09-183169-9
  31. 「サケに聞け」2010年9月30日発売[32]、ISBN 978-4-09-183415-7
  32. 「ギャルとワカサギ」2011年2月26日発売[33]、ISBN 978-4-09-183670-0
  33. 「若とソウダガツオ」2011年6月30日発売[34]、ISBN 978-4-09-183857-5
  34. 「貝の味の魚」2011年12月27日発売[35]、ISBN 978-4-09-184198-8
  35. 「春の色は白？」2012年5月30日発売[36]、ISBN 978-4-09-184480-4
  36. 「復興の定置網」2012年9月28日発売[37]、ISBN 978-4-09-184677-8
  37. 「白かクロか」2013年1月30日発売[38]、ISBN 978-4-09-184866-6
  38. 「不屈の三陸」2013年4月30日発売[39]、ISBN 978-4-09-185209-0
  39. 「ご褒美のカニ」2013年7月30日発売[40]、ISBN 978-4-09-185380-6
  40. 「戻りガツオか迷いガツオか」2013年10月30日発売[41]、ISBN 978-4-09-185610-4
  41. 「知ってかシラスか…」2014年1月30日発売[42]、ISBN 978-4-09-185860-3
  42. 「さようなら三代目」2014年4月30日発売[43]、ISBN 978-4-09-186173-3

## 番外編
鍋島雅治の原作、はしもとみつおの作画による『魚河岸十兵衛』（うおがしじゅうべえ）が、「ビッグコミック50周年特別企画」として『ビッグコミック』2018年17号から19号まで前・中・後編の全3話で掲載された。江戸時代初期、徳川家光時代の日本橋魚河岸を舞台とした番外編である。

## 映画
大沢たかお主演、松原信吾監督により映画化され、松竹系で2008年6月7日に公開された。
公式サイトにはウィキペディアならぬ「ウオペディア」が掲載されていた。人間関係や設定は原作と異なる。
公開前にシリーズ化が決定し、2009年に2作目が公開されることが告知された。しかし、不況の煽りもあって2010年に公開が延期されることが発表され、2010年に入るとさらに2011年に延期が決定した。その後も2作目の製作は実現していない。

### あらすじ（映画）
赤木旬太郎は丸の内のサラリーマンだが、誰にも負けない味覚を持っていた。恋人の明日香が、築地の魚河岸で働いていることを知る旬太郎。明日香は「魚辰」という仲卸（なかおろし）の跡取り娘で、入院した父の代わりに店を手伝っていたのだ。明日香には本職のデザイナーの仕事もあった。彼女の身体を心配し、強引に自分も「魚辰」を手伝い始める旬太郎。しかし、素人の旬太郎は足手まといになるだけだった。
勤め先の商社で、リストラを担当させられる旬太郎。かつての自分の上司を退職に追い込んだ旬太郎は、自分も会社を辞めた。退院した明日香の父の徳三郎に、「魚辰」への就職を頼み込む旬太郎。しかし、明日香は相談もなしに会社を辞めた旬太郎を責めるのだった。
徳三郎は、自分を継ぐ三代目を、古くから店にいる英二と決めていた。実は、英二は徳三郎の隠し子だったのだ。しかし、築地では明日香と英二の結婚の噂が立った。英二は小料理屋の千秋に惚れていたが、噂を聞いた千秋は、青物問屋の跡継ぎである十四郎からのプロポーズを受けてしまった。
漁船の乗り組み員として、一から魚の修行を始める旬太郎。旬太郎と会って、英二が兄であることを知っていたと打ち明ける明日香。英二は、ずっと渡せずにいた結婚指輪を千秋に差し出した。英二と共に十四郎の手から千秋を奪還する旬太郎。徳三郎は、英二と千秋の結婚式の場で、旬太郎を「魚辰」に迎えることを発表した。しかし、旬太郎が三代目になれるかは、まだこれからの話だった。

### キャスト
赤木旬太郎
演 - 大沢たかお
主人公。元・商社マン。商社に勤めていた際、課長に昇進するも、リストラ担当の仕事をさせられる。商社を退職し、魚辰で働くことを決める。

英二
演 - 伊原剛志
明日香の腹違いの兄。お互いに相手に気遣って、隠すことですれ違いを生じていたが、旬太郎のおかげで和解する。

雅
演 - マギー
魚辰の従業員。気が強くケンカ早い江戸っ子。

拓也
演 - 荒川良々
旬太郎に何かと手伝い、バックアップする素直な青年。

エリ
演 - 江口のりこ
魚辰の従業員。帳場を守る魚辰の華。原作のように電卓でツッコむシーンはない。

明日香
演 - 田中麗奈
旬太郎の恋人。プランナーとして、銀座の一等地にあるデパートのショーケースをコーディネートするバイヤー。

鏑木徳三郎（大旦那）
演 - 伊東四朗
「魚辰」主人。江戸っ子。愛人だった向島の芸者にも子供（英二）を産ませた。

駒さん
演 - 甲本雅裕
英二と明日香が結婚することを望み、勘違いから2人が婚約したと思い込み、式場としてハルオの神社を強引に押さえるなど、無茶な行動をする。

片岡十四郎
演 - 鈴木一真
千秋と婚約までするがフラれる。

千秋
演 - 森口瑤子
場外で小料理屋を営む。奥ゆかしさのある女性。

漆原
演 - 佐野史郎
旬太郎の勤めている商社の常務で上司。旬太郎を公私かまわずこき使う。

金谷聡
演 - 大杉漣
妻の介護のために有給休暇を多く取得していたことなどで会社側に付け込まれ、リストラ要員に。入社してきた頃から旬太郎を可愛がってきた元・上司。

順子
演 - 森下愛子
金谷の妻。末期ガンに冒されている。エンドロールでも、療養に移った田舎でリンゴを食べていた。

真田正次郎
演 - 柄本明
徳三郎の幼なじみ。寿司屋の主人。何でも言い合える仲なので、徳三郎とよくケンカする。

牛尾
演 - 六平直政
魚河岸に魚を納める水産会社の社長。旬太郎のよき理解者。旬太郎に魚について多くのことを教える。

ハルオ
演 - 田口浩正
築地にある神社の宮司。

アルプスのマスター夫妻
演 - 温水洋一、峯村リエ
築地場外でみんなが集う喫茶店のマスター夫婦。

### スタッフ
- 監督 - 松原信吾
- 脚本 - 安倍照雄、成島出
- 音楽 - 本多俊之
- 主題歌 - 秦基博「虹が消えた日」（BMG JAPAN・AUGUSTA RECORDS）
- 製作 - 「築地魚河岸三代目」製作委員会（松竹、三井物産、小学館、衛星劇場、木下工務店、小学館プロダクション、大広、コアプロジェクト、Yahoo! JAPAN）
- 製作プロダクション・配給 - 松竹
- 上映時間 - 116分